# Řeka
Řeka (en polonais : Rzeka ; en allemand : Rzeka) est une commune du district de Frýdek-Místek, dans la région de Moravie-Silésie, en République tchèque. Sa population s'élevait à 572 habitants en 2021.

## Géographie
Řeka se trouve dans le massif des Beskides de Moravie-Silésie. Le territoire de la commune, qui correspond à la vallée de la Ropičanka, est dominé par plusieurs sommets dépassant 1 000 m d'altitude. Řeka est située à 9 km au sud-ouest de Třinec, à 16 km à l'est-sud-est de Frýdek-Místek, à 30 km au sud-est d'Ostrava et à 301 km à l'est-sud-est de Prague.

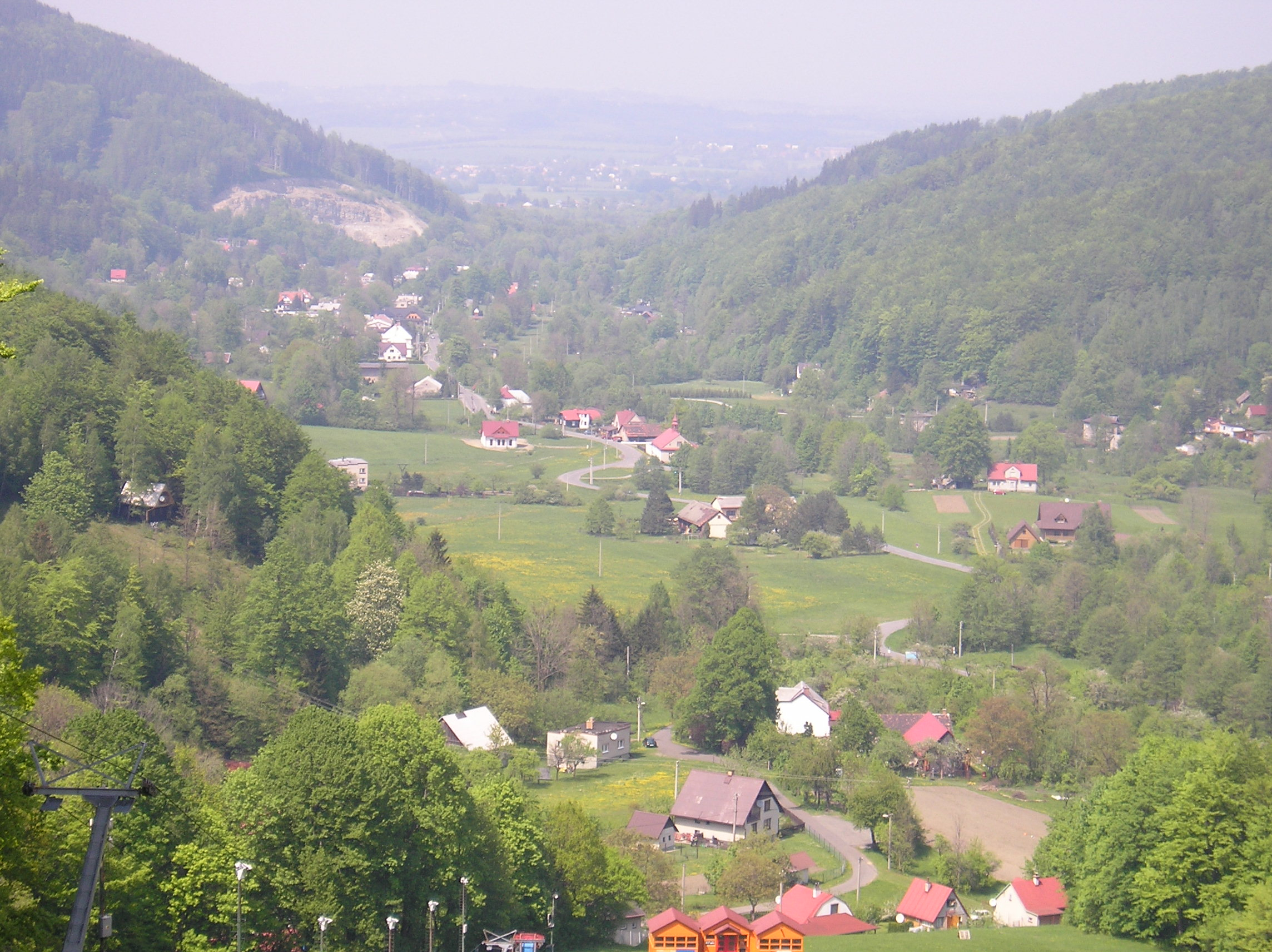
Řeka : vue générale.

La commune est limitée par Smilovice au nord, par Třinec à l'est et au sud-est, par Morávka au sud-ouest, et par Komorní Lhotka à l'ouest.

## Histoire
L'origine de la commune remonte au XVIIe siècle. Le tourisme s'y est développé depuis les années 1930.

## Transports
Par la route, Řeka se trouve à 14 km de Český Těšín, à 22 km de Frýdek-Místek, à 43 km d'Ostrava et à 374 km de Prague.